# Лень как действительная истина человечества
«Лень как действи́тельная и́стина челове́чества» — трактат Казимира Малевича, украинского, российского и советского художника-авангардиста, педагога, теоретика искусства, философа, основоположника супрематизма. Создан в феврале 1921 года в Витебске. Впервые опубликован на английском языке в Дании в 1978 году. Русское издание появилось в 1994 году, а в 2004 году сочинение было опубликовано в составе пятитомника теоретических работ Малевича. Трактат посвящён апологии лени как общественного явления, обоснованию необходимости наличия свободного времени для творческой деятельности.

## История

### Создание

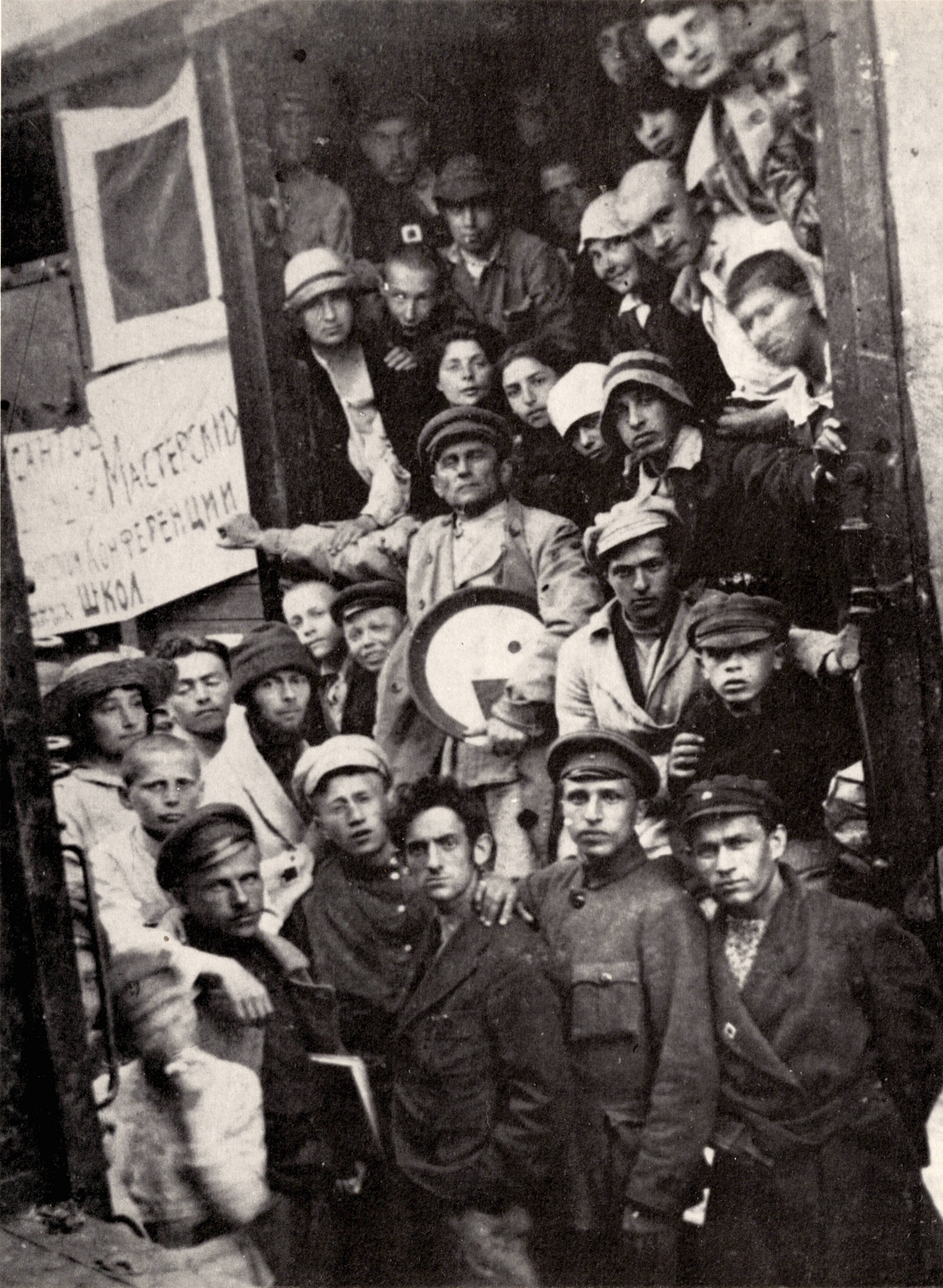
Фото членов УНОВИС, с Малевичем в центре

В октябре 1919 года Казимир Малевич переехал в Витебск, где начал руководить мастерской в Витебском народном художественном училище (ВНХУ) отдела народного образования Витебского губернского Совета рабочих, крестьянских и красноармейских депутатов, которое впоследствии неоднократно меняло название. Художника привлекла возможность работать в годы разрухи в относительно обеспеченных в материальном плане условиях, а также издать свои теоретические труды. Училище представляло собой учебное учреждение «нового революционного образца», которое Малевич и его последователи стремились избавить от академической рутины. К 1920 году вокруг Малевича сложилась группа преданных учеников — УНОВИС (Утвердители Нового Искусства), членами которой стали Лазарь Лисицкий, Лазарь Хидекель, Илья Чашник, Нина Коган и другие. Сам Малевич в этот период практически не создавал картин, сосредоточившись на написании теоретических и философских работ. Он разработал авторскую программу, по которой строилось обучение в училище. Уже в конце 1919 года появилась его работа «О новых системах в искусстве». В начале следующего года была опубликована брошюра «Супрематизм. 34 рисунка». В январе 1921 года появился первый номер издания центрального Творкома УНОВИСа «Путь УНОВИСА». В следующем году Малевич приступил к работе над эстетическим трактатом «Лень как действительная истина человечества». В его тексте находилось указание о месте и дате окончания работы: «Витебск, 15 февраля 1921 года». Как и ряд других теоретических работ Малевича этого периода, текст был предназначен в качестве варианта письменной лекции для его слушателей. По словам российского искусствоведа Александры Шатских, общение Малевича с аудиторией «протекало в формах, столь известных, знакомых по жизни пророков разных времён и народов, несущих свет спасительного учения алчущим. Вождь Уновиса проповедовал, толковал, разъяснял свою супрематическую веру на многочисленных лекциях и докладах, проходивших в витебской школе в 1919—1922 годах».

### Последующие события
В 1922 году Малевич закончил работу над своим главным теоретико-философским трудом — «Супрематизм. Мир как беспредметность или вечный покой». В Витебске была издана его брошюра «Бог не скинут. Искусство, церковь, фабрика», являющаяся частью более обширной работы «Супрематизм. Мир как беспредметность или вечный покой». В начале июня 1922 года художник переехал в Петроград с несколькими учениками — членами УНОВИС. В 1927 году проживал некоторое время в Германии, где после возвращения в СССР осталась большая часть его архива, но некоторая часть рукописей уцелела на родине.
Рукопись трактата «Лень как действительная истина человечества» находится в архиве Малевича в Стеделейкмюсеум, в Амстердаме (инв. № 10). Вслед за первым названием в рукописи следуют ещё две фразы, написанные каждая с новой строки: «Труд как средство достижения истины. Философия социалистической идеи». Трактат впервые был опубликован на английском языке в Дании в 1978 году. Издание было подготовлено основателем малевичеведения Троэльсом Андерсоном. Оно привлекло внимание поэта и искусствоведа Феликса Филиппа Ингольда, который в следующем году выступил с большой статьёй «Искусство и экономия» (Kunst und Oekonomie) в Wiener SIawistischer Almanach. В ней он рассмотрел концепции Малевича о соотношении труда и искусства, а также о необходимости свободного времени для творческой деятельности. Первое русское издание трактата появилось в 1994 году, а в 2004 году он был издан в составе пятитомника теоретических работ Малевича.

## Содержание
В трактате Малевич предпринял попытку реабилитировать понятие лени «не просто как позитивное, но как имеющее непреходящую ценность для развития человечества». Такая парадигма обосновывается не рационалистическим путём, а творческим, чувственным образом. Художник не согласен с распространённым утверждением «Лень — мать пороков» и не понимает чрезмерно восторженного отношения к труду и, напротив, негативного к лени. «Мне всегда казалось, что всё должно быть наоборот: труд должен быть проклятым, как и легенды о рае говорят, а лень должна быть тем, к чему человек должен стремиться. Но в жизни получилось обратное. Это обратное я хотел бы выяснить. И, так как всякое выяснение идет через признаки или существующие состояния и всякое изложение или вывод от этих признаков происходит, то и я в данном изложении хочу также через признаки и их отношения выяснить смысл, скрывающийся в слове лени», — писал автор. Такое однобокое отношение является важным для государственного строя, так как обосновывает необходимость труда как средства выживания и соблюдения интересов того же государства. Это характерно не только для капитализма, но и для социализма, так как в обеих системах невовлечённость в трудовые отношения может привести к голодной смерти. По Малевичу общество должно достигнуть такой стадии развития, когда труд перестал бы быть вынужденной необходимостью «чисто харчевого порядка», а стал средством саморазвития личности. Человек, намереваясь достичь ленивого состояния, противостоит ему своим бытием, преобразуя своё положение (между ленью и трудом) в совершенство мысли, которая соединяется с небытием. В этом случае лень достигает самовыражения творчества как высшей формы свободного труда, а человек, реализующий свой труд через мышление: «мобилизует все силы людей и животных на борьбу с небытием, утверждая свое бытие, а бытие ему нужно для того, чтобы достигнуть блаженства лени».
Некоторых исследователей заинтересовала оригинальная трактовка псевдонима Ленин, данная Малевичем через несколько лет в работе «Человек самое опасное в природе явление…»: «лень, Ленин, он принадлежит лени, он находится в покое, то есть лени, в ленином, ленивом состоянии»). По мнению Александры Шатских: «Это безукоризненно прослеженное грамматическое родство однокоренных слов давало едва ли справедливое, но уж точно — самое нетривиальное толкование популярнейшего псевдонима нашего столетия». Приведший эту цитату философ Владимир Миронов писал, что среди всех авторов, работавших над проблемой лени, Малевич толковал её «наиболее оригинально», он фактически «даёт наиболее философское обоснование данного явления, исходя из его характеристики как определённого свойства бытия». Миронов рассматривал трактат о лени в том числе и соотнося его с марксистской теорией. По мысли Малевича, капитализм путём непропорционального распределения и накопления ценностей, основанных на труде других людей, может привести к наличию у собственника свободного времени («лень в будущем»), то есть появляется возможность не работать и лениться. Философ отметил расхождение Малевича и Маркса, так как по мысли художника «социализм не отказывается от ценности труда, и даже говоря о ценности свободного времени, выступает лишь за справедливое распределение материальных благ, в основе чего должен лежать всеобщий труд». Малевич указывал на то, что капитализм предоставляет возможность лениться только избранным, а социалистическая система, нацеленная на достижение коммунизма, уравнивает людей и стремится создать общество, уравненное в лени. При этом будет устранена возможность перепроизводства и создание продуктов питания избежит появление избытков.
На проблеме соотношения концепции Малевича и классовой борьбы трудящихся марксизма останавливалась также и Шатских: «По мысли основоположников коммунистического учения, на верхушке исторического прогресса всё человечество должно было вступить в райское состояние полного и беспредельного досуга, отданного развитию склонностей и способностей каждой индивидуальности, личности. Здесь расходились пути-дороги невольных, недолгих единомышленников — до усовершенствования личности философу-художнику дела не было, это был божественный промысел, не людской; Лень же в его глазах была не досугом, а покоем, нирваной, растворением во Вселенной, возвращением к Богу».